# Cotahuasi
Cotahuasi o Qutawasi è un comune del Perù, situato nella regione di Arequipa e capoluogo della provincia di La Unión.